# Porta Virtutis
La Porta Virtutis è un dipinto a olio su tela (159×112 cm) di Federico Zuccari, databile al 1585 circa (post 1581) e conservato nella Galleria nazionale delle Marche di Urbino. È la riproduzione di un precedente cartone satirico che fu causa di uno scandalo per l'artista e lo coinvolse in un processo che lo fece allontanare da Roma.

## Storia
Nel 1578 il bolognese Paolo Ghiselli commissionò allo Zuccari, all'epoca uno dei pittori più in vista sulla scena romana, una pala d'altare per la chiesa di Santa Maria del Baraccano a Bologna che raffigurasse la Processione e visione di san Gregorio Magno. Il quadro venne inviato nel 1580, ma e nel febbraio-marzo del 1581 fu respinto, accompagnandolo con un parere scritto, ma non firmato, che definiva il lavoro come scadente e indegno. Venne declinata anche l'offerta dello Zuccari di rifare il dipinto, il quale venne infine riaffidato a un bolognese, Cesare Aretusi.
Lo Zuccari, che non era stato pagato, si vendicò alla successiva festa di san Luca, patrono dei pittori, il 18 ottobre di quell'anno, quando affisse alla chiesa di San Luca a Roma un grande cartone a tema satirico, disegnato da lui e colorato dal suo assistente Passignano, col tema della Porta Virtutis, passando l'intera mattinata a spiegare ai colleghi che confluivano nella chiesa il senso della rappresentazione. Ne nacque uno scandalo, la cui eco è ben viva nei carteggi dell'epoca, che mise in luce il clima di accesa rivalità ed estrema competizione degli artisti e delle rispettive cerchie, organizzate in veri e propri gruppi regionali nella vivacissima scena romana, dove confluivano i migliori talenti di tutta Europa. Aspre rivalità che si erano già registrate ai tempi delle contese tra Raffaello, Michelangelo e i rispettivi sostenitori, che scoppieranno esacerbate all'inizio del secolo seguente, con le traversie che coinvolsero, tra gli altri, Caravaggio, Guido Reni, Bernini e Borromini. 
Ghiselli, offeso dall'affronto, riuscì a far sequestrare il cartone, che solo anni dopo tornò nelle disponibilità dell'artista, per poi scomparire in vicende imprecisate. Lo scandalo si ritorse contro il suo sollevatore, che, reo di aver insultato i pittori bolognesi, concittadini di papa Gregorio XIII, venne condannato all'esilio, trasferendosi prima a Firenze e poi a Venezia. Ricevette poi la grazia dal papa nel 1583 e poté tornare a Roma.
Del cartone originale esistono disegni preparatori e copie, tra cui in particolare quella di Urbino, fatta fare in scala ridotta per il duca Francesco Maria II Della Rovere qualche anno dopo (nella quale però manca una sottile striscia inferiore dove ci sono gli strumenti dell'artista), di mano dello stesso Zuccari, come ricorda una lettera inviata dall'artista stesso a Giulia Veterani il 20 agosto 1585. L'opera pervenne a Firenze con la dote di Vittoria della Rovere, ma scomparve poi dagli inventari medicei, per riapparire nel 1978 nel catalogo d'asta dei beni di Villa Il Paradiso a Pescia e, dopo alcuni passaggi, nella collezione di Camilla Bruschi, per poi tornare a Urbino.

## Descrizione

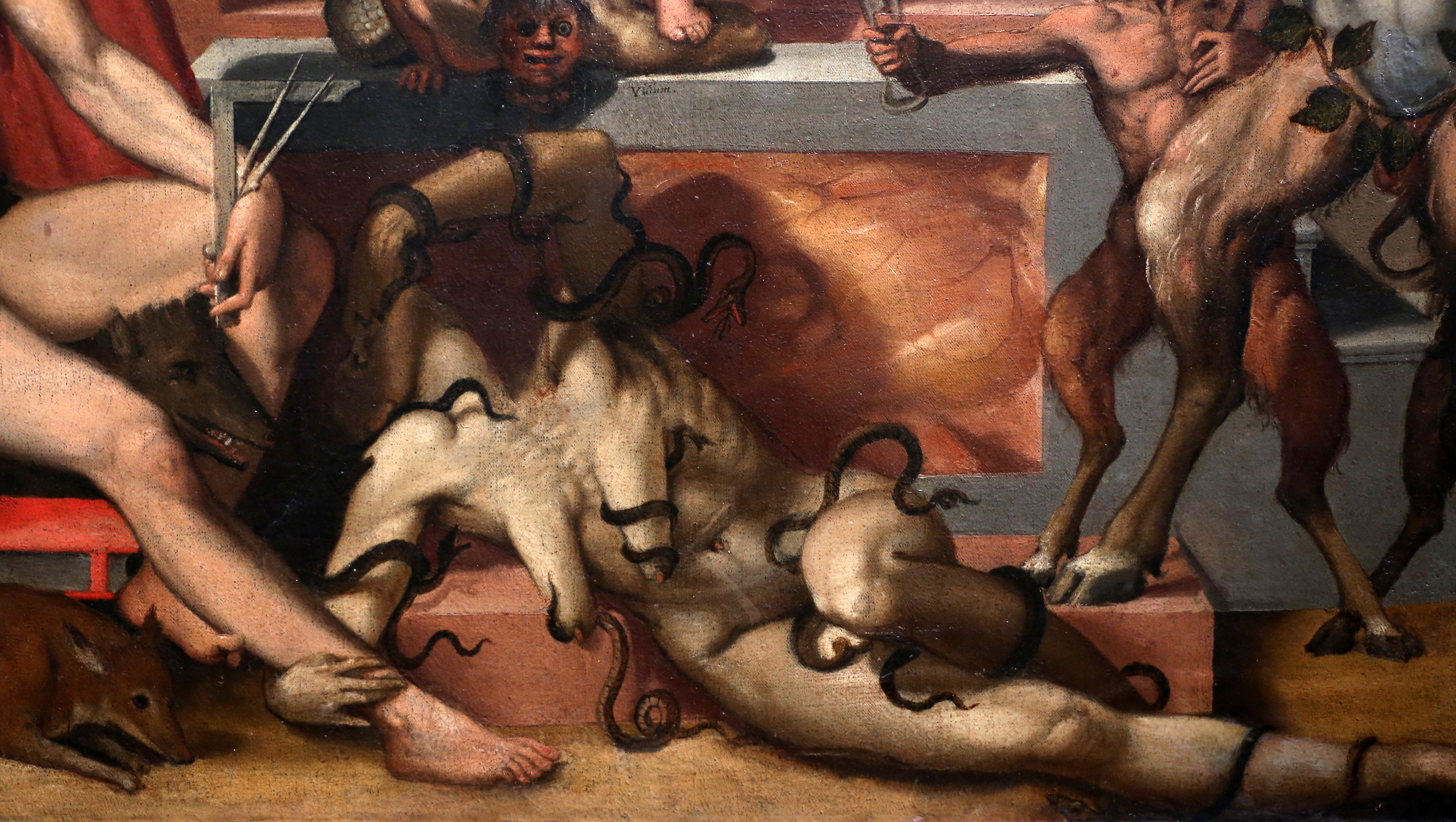
Invidia

La complessa allegoria è spiegata da iscrizioni e cartigli, il cui significato è ulteriormente chiarito da testimonianze e descrizioni, tra cui la deposizione dello stesso Zuccari nei verbali del processo che lo riguardò. 
La Porta Virtutis è la grande apertura ad arco trionfale che introduce al giardino della Virtù, sorvegliata sulla soglia da Minerva, come simbolo di Sapienza, che non lascia entrare i Vizi e che schiaccia il mostro dell'Ignoranza. L'arco è decorato dalle statue allegoriche della Fama, dell'Amor e Studio, dell'Intelligenza, della Fatica (Labor) e della Diligenza. Nel giardino murato stanno le Grazie, lo Spirito, e quattro figure che sollevano un dipinto bianco con l'eloquente iscrizione Tabula Zuccari: sono l'Invenzione, il Disegno, il Colorito e il Decoro.
In primo piano, fuori dalla porta, stanno tre gruppi di figure mostruose. A sinistra l'Adulazione e la Persuasione mostrano una tavola con la scritta Calumnia a un ignudo con orecchie d'asino, che tiene maldestramente in mano gli strumenti dell'arte e ha ai suoi piedi i trattati dell'arte vicini alla volpe e al cinghiale (simboli dell'Ignoranza "Crassa"). Gli tocca la caviglia l'Invidia, avvolta dai serpenti, mentre a destra sta un terzetto di satiri: al centro il Ministro dell'Invidia, che è trafitto ed ha la pelle multicolore per avvelenamento dai temperamenti interni troppo vari e squilibrati, affiancato dai due figli, il censore "Parto di Maldicenza", e il nero della "Distrazione", la cui preponderante pulsione sessuale accende l'inguine con fiamme.
Il senso è quindi che l'artista virtuoso debba essere giudicato solo dai "veri" intendenti dell'arte, non dal presuntuoso "falso intendente" e dalla sua corte di adulatori. Sebbene lo Zuccari si difendesse di aver voluto rappresentare un concetto astratto, le cronache dell'epoca ci ricordano come l'identificazione dell'asino con Paolo Ghiselli e dei maldicenti consiglieri con il gruppo dei pittori bolognesi fosse fin troppo evidente.